# Roxy Music (Album)
Roxy Music ist das erste Studioalbum der gleichnamigen englischen Glam-Rock-Band Roxy Music. Es wurde am 16. Juni 1972 veröffentlicht. Das Album schaffte es nach der Veröffentlichung auf Platz zehn in den britischen Musikcharts.

## Musik
Der Eröffnungstitel Re-Make/Re-Model wurde als Postmodernes Pastiche bezeichnet, in dem die „Soli“ der einzelnen Bandmitglieder verschiedene westliche Musikepochen widerspiegeln, darunter Day Tripper von den Beatles, Duane Eddys Version von Peter Gunn und Wagners Ritt der Walküren. Der esoterische Titel CPL593H war angeblich das Kennzeichen eines Autos, das Ferry mit einer schönen Frau vor dem Studio gesehen hat. Für den Titel Ladytron produzierte Brian Eno ein nach seinen Angaben „ziemlich irres Geräusch“ mit seinen Synthesizer und Tonbandgeräten. Bryan Ferry bat ihn für diesen Song um einen Klang: „... wie auf dem Mond“.
Einige Titel des Albums waren mit Filmthemen verknüpft. Der Titel 2HB als Wortspiel, war Ferrys Hommage an Humphrey Bogart und zitierte die Zeile „Here’s looking at you, kid“ aus dem Film Casablanca (1942). Chance Meeting wurde durch David Leans Film Brief Encounter (1945) inspiriert. The Bob erhielt seinen Titel aus dem Film Battle of Britain (1968) und hat eine Passage, die an das Geräusch von Schüssen erinnert. If There Is Something wurde von David Bowies Band Tin Machine gecovert und später in dem britischen Film Flashbacks of a Fool von Regisseur Baillie Walsh als zentrale Filmmusik genutzt.
Über die Musik des Albums sagte Andy Mackay (Saxophon) später: we certainly didn't invent eclecticism but we did say and prove that rock 'n' roll could accommodate – well, anything really („Wir haben sicherlich nicht den Eklektizismus erfunden, aber wir haben gezeigt und bewiesen, dass man im Rock ’n’ Roll – nun ja, wirklich alles unterbringen kann“).

## Produktion und Albumcover
Roxy Music hatten einige Monate geprobt und die Songs überarbeitet, bis sie endlich ein Studio zur Aufnahme fanden. Das gesamte Album wurde innerhalb einer einzigen Woche in den Command Studios in London aufgenommen. Da es aber noch keinen Plattenvertrag gab, musste die Band die Aufnahmen mit 5.000 Pfund selbst finanzieren. Das Album wurde von King Crimsons Texter Peter Sinfield produziert. Im Mai 1972, wenige Wochen nach den Studioaufnahmen, wurde ein Vertrag mit Island Records unterzeichnet. Im Juni 1972 wurde das Album veröffentlicht.
Die Vorliebe der Band für Glamour zeigte sich sowohl in den Texten als auch auf dem Albumcover im Stil der 1950er Jahre. Der Fotograf Karl Stoecker fotografierte das Cover mit dem Model Kari-Ann Muller, die später Chris Jagger, den Bruder von Mick Jagger, heiratete (ein stilisiertes Porträt von Kari-Ann Muller ziert auch das Cover des Albums The Hoople von Mott the Hoople aus dem Jahr 1974). Das Album Roxy Music war „Susie“ gewidmet, einer Schlagzeugerin, die in den frühen Tagen bei Roxy Music vorspielte.

## Veröffentlichung
Das Album Roxy Music, insbesondere die LP-Version, wurde im Laufe der Jahre in verschiedenen Versionen veröffentlicht. Das Originalcover des Albums, das 1972 von Island Records in UK herausgegeben wurde, enthielt eine Klapphülle, auf der die Band (einschließlich des Original-Bassgitarristen Graham Simpson) in der von dem Modedesigner Antony Price entworfenen Bühnenkleidung abgebildet war. Diese Fassung wurde ohne den Titel Virginia Plain veröffentlicht.
Im Juli 1972, wenige Wochen nach der Vertragsunterzeichnung, nahmen Roxy Music zwei weitere Lieder auf, Virginia Plain und The Numberer, die als Single veröffentlicht wurden. Sie erreichten Platz vier in den britischen Singles-Charts und steigerten die Verkäufe des Albums, das nun auch auf Platz zehn der Charts gelangte. In den meisten späteren Neuauflagen des Albums, einschließlich der CD-Versionen, war der Titel Virginia Plain enthalten.
Die US-Veröffentlichung des Albums von 1972 durch Warner Bros. Entertainment enthielt den Song Virginia Plain, der bisher in Großbritannien nur als Single erschienen war. Diese Veröffentlichung der LP enthielt ebenfalls eine Klapphülle, jedoch wurde Simpsons Foto durch das von Rik Kenton ersetzt, der nach Simpsons Ausscheiden bei Roxy Music auf dem Song Virginia Plain Bass spielte.
Der US-Vertrieb von Roxy Music wurde 1976 von Reprise Records an Atco Records (einem Schwesterunternehmen von Atlantic Records) und Mitte der 1980er Jahre wieder an Reprise Records übertragen. Die LP-Ausgaben, die in diesem Zeitraum gepresst wurden, enthielten keine Klapphülle oder Bandfotos mehr, sondern nur die Titel- und Künstlerangaben auf dem hinteren Albumcover.
Eine Version aller neun Titel des britischen Albums wurden von der BBC für die John Peel Sessions am 4. Januar und am 23. Mai 1972 aufgenommen, wobei auch David O’List als Gastmusiker an der Gitarre zu hören ist.

## Kritiken
In seiner Rezension für das US-Musikmagazin Creem im Jahr 1973 schrieb Robert Christgau: „Von der Drag-Queen auf dem Cover über den Beau in der Mittelfalte, bis hin zur polierten Deformation der Musik, feiert dies die Art von Kunstfertigkeit, die so ungesund wirkt wie der Glanz auf einem Stück verfaulten Fleisch. Die LP ist jedoch mit so schrägen Liedern verziert, um trotzdem eine Note ‚A‘ für Seite eins zu erhalten. Seite zwei wird etwas zu stark vom Synthesizer dominiert (gespielt von einem kahlköpfigen, langhaarigen Eunuchen-Doppelgänger namens Eno) ohne die rettende Anmut von Schlagzeug und Bassline.“ In der Sonderausgabe des englischen Q-Magazin „Pink Floyd & The Story of Prog Rock“ belegte das Album Platz 31 in der Liste der besten 40 Cosmic-Rock-Alben.
Brian Ferry wurde um die Zeit ihres dritten Albums Stranded zitiert, dass ihm die merkwürdige Produktionsweise des ersten Albums nicht gefiel und er daher die Titel Re-Make/Re-Model, 2HB, Chance Meeting und Sea Breezes neu aufnahm, um sie zwischen 1973 und 1976 als B-Seiten zu einigen seiner Solo-Singles neu zu veröffentlichen. 1976 erschienen diese Titel auch auf seinem Soloalbum Let’s Stick Together.
1994 wurde Roxy Music auf Platz 57 in Colin Larkins All Time Top 1000-Alben gelistet. Er beschrieb es als „total originell mit einem Hauch von bizarrer Luft“. Das Album setze Bryan Ferry und Eno „an die Spitze der Art-Rock-Bewegung“. 2003 wählte der Rolling Stone das Album auf Platz 62 seiner Liste der besten Debütalben aller Zeiten und erklärte; „Im England der frühen siebziger Jahre gab es nerdigen Artrock und sexy Glam Rock, und selten trafen sich die beiden. Das heißt, bis zu diesem Album.“, während das Magazin Uncut das Album im Jahr 2015 auf Platz neun in ihrer Liste der besten Debüts platzierte.

## Super Deluxe Edition CD, DVD, Buch
Im März 2018 wurde eine Super Deluxe 3CD + 1DVD + Buch Edition des Debütalbums Roxy Music veröffentlicht. Es enthält Originaldemos von 1971, das Originalalbum, alternative Takes, einen BBC Mitschnitt (John Peel Session) und eine DVD mit seltenen Videomaterial, sowie einer 5.1-Surround-Mischung des Albums von Steven Wilson. Veröffentlicht in einem robusten Schuber, dem ein gebundenes Buch (136 Seiten) mit einem Essay von Richard Williams mit seltenen und unveröffentlichten Bandfotos beiliegt.

## Titellisten

### Originale UK-LP-Veröffentlichung
| A-Seite | Titel                 | Länge |
| ------- | --------------------- | ----- |
| 1       | Re-Make/Re-Model      | 5:10  |
| 2       | Ladytron              | 4:21  |
| 3       | If There Is Something | 6:33  |
| 4       | 2HB                   | 4:34  |
| B-Seite |                       |       |
| 1       | The Bob (Medley)      | 5:48  |
| 2       | Chance Meeting        | 3:00  |
| 3       | Would You Believe?    | 3:47  |
| 4       | Sea Breezes           | 7:00  |
| 5       | Bitters End           | 2:02  |

### Originale US-LP-Veröffentlichung
| A-Seite | Titel                 | Länge |
| ------- | --------------------- | ----- |
| 1       | Re-Make/Re-Model      | 5:14  |
| 2       | Ladytron              | 4:28  |
| 3       | If There Is Something | 6:34  |
| 4       | 2HB                   | 4:31  |
| B-Seite |                       |       |
| 1       | The Bob (Medley)      | 5:49  |
| 2       | Chance Meeting        | 3:10  |
| 3       | Would You Believe?    | 3:53  |
| 4       | Sea Breezes           | 7:03  |
| 5       | Bitters End           | 2:03  |

### Titelliste Super Deluxe Edition, CD, DVD
|        | Das Original-Album, Roxy Music                     |      |
| CD1-1  | Re-Make/Re-Model                                   | 5:14 |
| CD1-2  | Ladytron                                           | 4:28 |
| CD1-3  | If There Is Something                              | 6:34 |
| CD1-4  | Virginia Plain                                     | 2:57 |
| CD1-5  | 2 HB                                               | 4:31 |
| CD1-6  | The Bob (Medley)                                   | 5:49 |
| CD1-7  | Chance Meeting                                     | 3:10 |
| CD1-8  | Would You Believe?                                 | 4:03 |
| CD1-9  | Sea Breezes                                        | 7:04 |
| CD1-10 | Bitters End                                        | 2:08 |
|        | Demos & Outtakes, (Demos Mai 1971)                 |      |
| CD2-1  | Ladytron                                           | 5:21 |
| CD2-2  | 2 HB                                               | 7:14 |
| CD2-3  | Chance Meeting                                     | 4:22 |
| CD2-4  | The Bob (Medley)                                   | 5:59 |
|        | Album-Outtakes (März 1972)                         |      |
| CD2-5  | Instrumental                                       | 0:32 |
| CD2-6  | Re-Make/Re-Model                                   | 8:13 |
| CD2-7  | Ladytron                                           | 5:16 |
| CD2-8  | If There Is Something                              | 7:06 |
| CD2-9  | 2 HB                                               | 4:43 |
| CD2-10 | The Bob (Medley)                                   | 7:19 |
| CD2-11 | Chance Meeting                                     | 3:05 |
| CD2-12 | Would You Believe?                                 | 5:30 |
| CD2-13 | Sea Breezes                                        | 2:38 |
| CD2-14 | Bitters End                                        | 6:04 |
| CD2-15 | Virginia Plain                                     | 3:35 |
|        | Die BBC Sessions                                   |      |
|        | The Peel Sessions 4. Januar 1972                   |      |
| CD3-1  | If There Is Something                              | 6:38 |
| CD3-2  | The Bob (Medley)                                   | 5:50 |
| CD3-3  | Would You Believe?                                 | 3:49 |
| CD3-4  | Sea Breezes                                        | 8:18 |
| CD3-5  | Re-Make/Re-Model                                   | 4:58 |
|        | The Peel Sessions 23. Mai 1972                     |      |
| CD3-6  | 2 HB                                               | 3:46 |
| CD3-7  | Ladytron                                           | 6:14 |
| CD3-8  | Chance Meeting                                     | 3:00 |
|        | The Peel Sessions 18. Juli 1972                    |      |
| CD3-9  | Virginia Plain                                     | 4:03 |
|        | BBC In Concert, 3. August 1972                     |      |
| CD3-10 | The Bob (Medley)                                   | 5:51 |
| CD3-11 | Sea Breezes                                        | 7:11 |
| CD3-12 | Virginia Plain                                     | 3:27 |
| CD3-13 | Chance Meeting                                     | 5:31 |
| CD3-14 | Re-Make/Re-Model                                   | 6:28 |
|        | DVDs                                               |      |
|        | Royal College of Art, Juni 1972                    |      |
| DVD-1  | Re-Make/Re-Model                                   |      |
|        | BBC Old Grey Whistle Test, 20. Juni 1972           |      |
| DVD-2  | Ladytron                                           |      |
|        | Top of the Pops, 24. August 1972                   |      |
| DVD-3  | Virginia Plain                                     |      |
|        | Full House, 25. November 1972                      |      |
| DVD-4  | Re-Make/Re-Model                                   |      |
| DVD-5  | Ladytron                                           |      |
|        | TV Mitschnitt (Paris, Bataclan), 26. November 1972 |      |
| DVD-6  | Would You Believe?                                 |      |
| DVD-7  | If There Is Something                              |      |
| DVD-8  | Sea Breezes                                        |      |
| DVD-9  | Virginia Plain                                     |      |
|        | Audio DVD, 5.1 DTS 96/24                           |      |
|        | Dolby AC3 Mix (Steven Wilson)                      |      |
| DVD-10 | Re-Make/Re-Model                                   |      |
| DVD-11 | Ladytron                                           |      |
| DVD-12 | If There Is Something                              |      |
| DVD-13 | 2 HB                                               |      |
| DVD-14 | The Bob                                            |      |
| DVD-15 | Chance Meeting                                     |      |
| DVD-16 | Would You Believe                                  |      |
| DVD-17 | Sea Breezes                                        |      |
| DVD-18 | Bitters End                                        |      |
| DVD-19 | Virginia Plain                                     |      |